# رود اسانو
رود اسانو (به لاتین: Asano River) یک رود در ژاپن است که در استان ایشیکاوا واقع شده‌است.